# Victor Cup 1981
Der Victor Cup 1981 im Badminton fand vom 23. bis zum 25. Oktober 1981 in Solingen statt. Das Preisgeld betrug 10.000 D-Mark.

## Medaillengewinner
| Disziplin    | Gold                        | Silber                      | Bronze                              |
| ------------ | --------------------------- | --------------------------- | ----------------------------------- |
| Herreneinzel | Rob Ridder                  | Mark Elliott                | Michael Schnaase                    |
| Herreneinzel | Rob Ridder                  | Mark Elliott                | Philip Sutton                       |
| Dameneinzel  | Karen Bridge                | Jane Webster                | Liselotte Blumer                    |
| Dameneinzel  | Karen Bridge                | Jane Webster                | Eva-Maria Zwiebler                  |
| Herrendoppel | Arya Aslim Bambang Dihardja | Eddy Sutton Billy Gilliland | Gerhard Kucki Karl-Heinz Garbers    |
| Herrendoppel | Arya Aslim Bambang Dihardja | Eddy Sutton Billy Gilliland | Stefan Frey Thomas Künstler         |
| Damendoppel  | Jane Webster Nora Perry     | Karen Bridge Barbara Sutton | Brigitte Pickartz Kirsten Schmieder |
| Damendoppel  | Jane Webster Nora Perry     | Karen Bridge Barbara Sutton | Marjan Ridder Liselotte Blumer      |
| Mixed        | Billy Gilliland Nora Perry  | Rob Ridder Marjan Ridder    | Eddy Sutton Karen Bridge            |
| Mixed        | Billy Gilliland Nora Perry  | Rob Ridder Marjan Ridder    | Thomas Künstler Mechtild Hagemann   |

## Finalresultate
| Disziplin    | Sieger                      | Finalist                    | Ergebnis           |
| ------------ | --------------------------- | --------------------------- | ------------------ |
| Herreneinzel | Rob Ridder                  | Mark Elliott                | 15-9, 15-10        |
| Dameneinzel  | Karen Bridge                | Jane Webster                | 11-1, 4-11, 11-4   |
| Herrendoppel | Arya Aslim Bambang Dihardja | Eddy Sutton Billy Gilliland | 4-15, 15-8, 15-13  |
| Damendoppel  | Jane Webster Nora Perry     | Karen Bridge Barbara Sutton | 15-12, 11-15, 15-6 |
| Mixed        | Billy Gilliland Nora Perry  | Rob Ridder Marjan Ridder    | 15-9, 15-5         |